# と
と・トは、日本語の音節の1つであり、仮名の1つである。1モーラを形成する。五十音図において第4行第5段（た行お段）に位置する。清音の他、濁音（ど・ド）を持つ。

## 概要

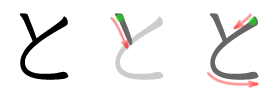
「と」の筆順

「ト」の筆順

- 現代標準語の音韻: 1子音と1母音「お」からなる音。子音は、次の通り。
  - 清音 「と」: 上歯茎に舌を付けてから離すときに生ずる破裂音。無声。
  - 濁音 「ど」: 上歯茎に舌を付けてから離すときに生ずる破裂音。有声。
- 五十音順: 第20位。「た」の次。「つ」の前。
- いろは順: 第7位。「へ」の次。「ち」の前。
- 平仮名「と」の字形: 「止」の草体。
- 片仮名「ト」の字形: 「止」の部分 (最初の2画。『広辞苑』第6版より)
- ローマ字
  - と: to
  - ど: do
- 点字:
- 通話表: 「東京のト」
- モールス信号: ・・－・・
- 手旗信号：2→5

- 変体仮名: 𛁻（登）
- 発音: と[ヘルプ/ファイル]

## と に関わる諸事項
- 「と」は、日本語の助詞の1つである。
- 「トゥ」のように書いて、「た」・「て」・「と」の子音と「う」を併せた音、または「た」・「て」・「と」の子音を表す。かつて、「つ」はこの発音であったが、中世以降現在の音に変化していった。
- 音楽の音名で、「ソ」の音（G）を表す。→ト (音名)
- 将棋の歩兵の駒の裏には「と」に似た字が書かれている。
- 以下の漢字の部首の部首名として呼ばれることがある。
  - 卜部 - 片仮名の「ト」と似た字形をしているが、関係性は無い。ただ、部首名は「ト」に因んで「ぼくのと」や単に「と」と呼ばれることがある。
  - 戸部 - 部首字の「戸」の訓読みから。
  - 斗部 - 部首字の「斗」の音読み（慣用音）から。訓読みが「ます」であるため、合わせて「とます」とも。
- ト書きは歌舞伎の台本で「と～」と書かれていたことが語源である。